# Rovray
Rovray är en kommun i distriktet Jura-Nord vaudois i kantonen Vaud, Schweiz. Kommunen har 199 invånare (2023).
I kommunen finns även byn Arrissoules (37 invånare år 2000) som fram till 2005 var en självständig kommun. 